# Ayette
Ayette település Franciaországban, Pas-de-Calais megyében. Lakosainak száma 328 fő (2022. január 1.). Ayette Boiry-Sainte-Rictrude, Moyenneville, Ablainzevelle, Boiry-Saint-Martin, Bucquoy és Douchy-lès-Ayette községekkel határos.

## Népesség
A település népességének változása:
| Lakosok száma | 330  | 327  | 332  | 324  | 323  | 325  | 324  | 326  | 328  |
|               | 2013 | 2015 | 2016 | 2017 | 2018 | 2019 | 2020 | 2021 | 2022 |